# اعدام (فیلم ۲۰۲۲)
اعدام (به انگلیسی: Execution) یک فیلم دلهره‌آور هندی محصول ۲۰۲۲ به نویسندگی و کارگردانی جاسپال سینگ ساندو، راجیو بارنوال است. این فیلم در ۹ دسامبر ۲۰۲۲ در سینما اکران شد.

## داستان
یک زوج مسن به زندگی متوسط خود قانع هستند تا اینکه پسرشان تصمیم می‌گیرد برای تحصیلات عالی به آمریکا رود و مشکلات آن‌ها شروع می‌شود.